# Joaquim da Silva Tavares
Joaquim da Silva Tavares, o Barão de Santa Tecla, (Herval, 28 de janeiro de 1830 — Bagé, 17 de novembro de 1900) foi um nobre e um político brasileiro.

## Biografia
Filho de João da Silva Tavares, o Barão de Serro Alegre (nascido em Herval em 12 de março de 1792 e foi batizado em 8 de abril de 1792. Faleceu em Porto Alegre em 28 de março de 1872 de cistite crônica) e Umbelina Bernarda de Assunção Nunes (nascida em Herval em 28 de abril de 1802 e foi batizada em 24 de junho de 1802 em Rio Grande. Faleceu em Bagé em 27 de junho de 1886), filha de Bonifácio José Nunes e Gertrudes Bernarda da Assunção, em 1817 em Herval.
Casou-se em 15 de maio de 1857 com Amélia Gomes de Melo, herdando o título de baronesa (nascida em Rio Grande em 23 de maio de 1836. Faleceu em Bagé em 18 de novembro de 1906, filha de João Gomes de Melo e Cristina Amália Soares. Tiveram uma numerosa prole de 14 filhos.
Foi 1º vice-presidente da província do Rio Grande do Sul, assumindo a presidência de 9 de agosto a 7 de dezembro de 1888.

## Títulos nobiliárquicos e honrarias

### Barão de Santa Tecla
Título conferido pelo Imperador D. Pedro II, por decreto imperial em 30 de janeiro de 1886, por serviços prestados ao Império. Faz referência à Santa Tecla, das igrejas católicas apostólica e ortodoxa.